# WWE World Tag Team Championship (1971-2010)
Ne doit pas être confondu avec WWE World Tag Team Championship ou WWE Tag Team Championship.
Le WWE World Tag Team Championship (que l'on peut traduire par championnat du monde par équipe de la WWE) est un championnat de catch (lutte professionnelle) par équipes utilisée par la World Wide Wrestling Federation / World Wrestling Federation / World Wrestling Entertainment.

## Histoire du titre

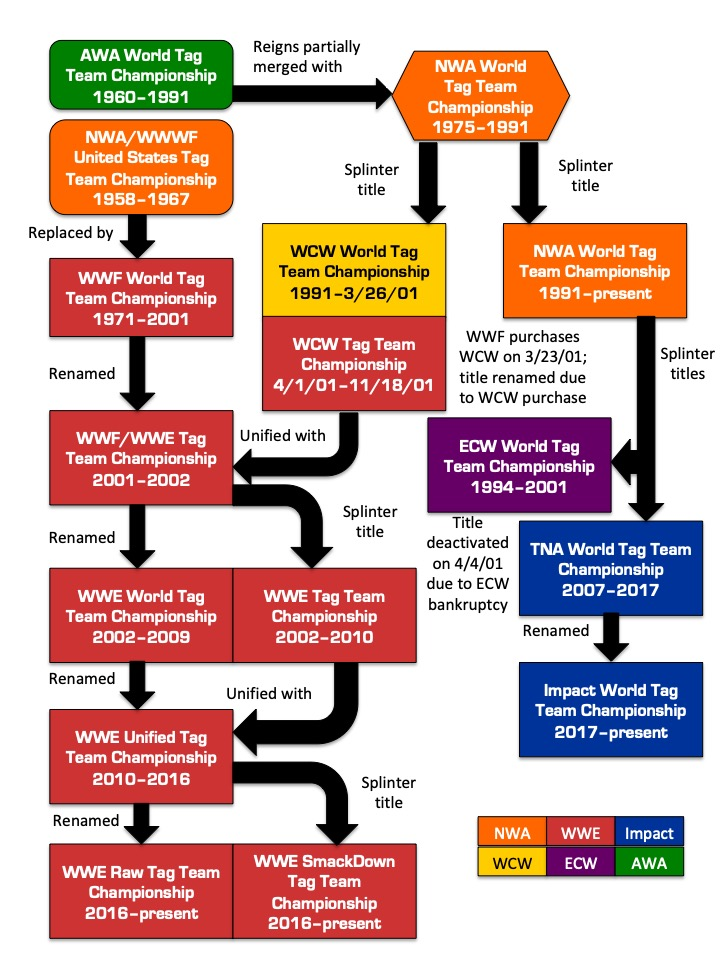
Schéma montrant l'évolution de plusieurs titres de couples de lutteurs, dont le World Tag Team Championship.

Avant la création du championnat du monde par équipes de la World Wide Wrestling Federation (WWWF), la WWWF a auparavant utilisé le championnat par équipes des États-Unis de 1958 à 1967. Le 3 juin 1971, Luke Graham (en) et Tarzan Tyler battent Dick the Bruiser (en) et The Sheik pour devenir les premiers champions du monde par équipes de la WWWF durant un spectacle à La Nouvelle-Orléans.